# Newcastle Troppo
Newcastle Troppo (укр. Ньюкасл Троппо) — музичний твір композитора Бена Джонстона, написаний 1960 року.
Починаючи з 1951 року Бен Джонстон був викладачем композиції в Університеті Іллінойсу в Урбана-Шампейн, та писав сценічну та камерну музику, переважно для виконавців, пов'язаних з університетом. 1960 року до нього звернувся керівник джазового ансамблю Джон Гарві з пропозицією написати щось для щорічного концертного турне джаз-банду.
Бен Джонстон написав для Гарві дві композиції: Ivesberg Revisited та Newcastle Troppo. Обидві, за словами композитора, були «аранжуваннями для біг-бендів стандартних попмелодій у стилі, що нагадував розквіт великих джазових гуртів у США під час Другої світової війни та одразу після неї». Разом з тим, Джонстон, який нещодавно закінчив свій перший струнний квартет, написаний за допомогою технік серіалізму, намагався використати цей підхід до композиції у відмінному від камерної музики стилі.
В той час, як Ivesberg Revisited була набором варіацій на композицію Джерома Керна «Yesterdays», Newcastle Troppo була заснована на пісні Коула Портера «What Is This Thing Called Love?» Як писав Бен Джонстон в концертній програмі перед прем'єрою композиції, «її музичний коментар має бути важко не помітити». При написанні Newcastle Troppo композитор використовував окремі техніки серіалізму, наприклад, вживав дванадцять послідовних нот, які не повторювалися, в певному порядку. Разом з тим, виконавцям було дозволено імпровізувати, що наближувало твір до джазової композиції.
Назви обох творів Джонстона містили гру слів. Якщо Ivesberg Revisited був відсиланням до прізвищ композиторів Альбана Берга та Чарлза Айвза, то Newcastle Troppo обігрував ім'я Коула Портера. Англійське слово «Coal» означає як ім'я Коул, так і «вугілля»; в англійській мові також існує ідіома «coals to Newcastle», дослівно «везти вугілля до Ньюкаслу», що означає безглузду дію («носити дрова до лісу»). «Troppo» в перекладі з італійської означає «занадто».
Прем'єра Ivesberg Revisited та Newcastle Troppo відбулася 19 березня 1963 року у виконанні Джаз-бенду Університету Іллінойсу під керівництвом Джона Гарві.